# Batalla de Kulevicha
La Batalla de Kulevicha, también conocida como la Batalla de Kulewtscha, se libró durante la Guerra Ruso-Turca de 1828-1829 el 11 de junio de 1829 entre Rusia y el Imperio Otomano.
Los rusos fueron dirigidos por Hans Karl von Diebitsch (general de origen alemán al servicio del imperio ruso), mientras que los otomanos fueron dirigidos por Reşid Mehmed Pasha (general de origen georgiano esclavizado como un niño por los otomanos) con el objetivo de aliviar la presión en Varna. Los rusos fueron victoriosos.